# Euderces reticulatus
Euderces reticulatus är en skalbaggsart som först beskrevs av Bates 1885.  Euderces reticulatus ingår i släktet Euderces och familjen långhorningar.
Artens utbredningsområde är:
- Belize.
- Guatemala.

Inga underarter finns listade i Catalogue of Life.